# Messias (Roman)
Messias (Originaltitel: Messiah) ist ein Roman des britischen Schriftstellers Boris Starling aus dem Jahr 1999. Eine Art Fortsetzung, die teilweise auf dem Roman aufbaut, wurde 2000 als Die letzte Überfahrt (Originaltitel: Storm) veröffentlicht. Auf dem Roman basiert die gleichnamige Fernsehreihe Messias.

## Handlung
Der Roman spielt in den Jahren 1998/1999 und wurde im Jahr 1999 veröffentlicht. 
Der Roman folgt Detective Superintendent Redfern "Red" Metcalfe, einem erfahrenen und zielstrebigen Ermittler bei der Londoner Polizei. Er beginnt mit einem mysteriösen Mord an einem Mann, dessen Zunge herausgerissen wurde. Bald darauf gibt es weitere Morde, bei denen die Opfer auf unterschiedliche, aber auffällig präzise und grausame Weise getötet werden.
Red und sein Team bemerken, dass die Morde eine Parallele zu den Todesarten der zwölf Apostel Jesu aufweisen. Dieser Muster lässt vermuten, dass der Mörder aus religiösen Überzeugungen heraus handelt und ein fanatischer Anhänger der christlichen Theologie ist. Diese Enthüllung führt zu weiteren Fragen über die Motivation des Mörders und stellt Metcalfe und sein Team vor eine Reihe von ethischen und moralischen Dilemmata.
Gleichzeitig bietet der Roman einen Einblick in das persönliche Leben von Red Metcalfe. Red hat eine komplizierte Beziehung zu seinem jüngeren Bruder, der stets in Reds Schatten steht und unter dessen hohen Erwartungen leidet. Darüber hinaus kämpft Red mit der zunehmenden Entfremdung von seiner Ehefrau, die die emotionale Belastung, die Reds Arbeit mit sich bringt, kaum mehr ertragen kann.
Während die Morde weitergehen, versucht Metcalfe verzweifelt, den Täter zu fassen, bevor dieser seine mörderische "Mission" vollenden kann. Durch die Kombination von Ermittlungsarbeit, forensischer Wissenschaft und Religionsgeschichte deckt das Team schließlich die Identität und das Motiv des Mörders auf.

## Rezeption
Messias erreichte Platz 19 auf der Bestsellerliste der New York Times. Der Rezensent der Publishers Weekly lobte das „Gefühl von Angst und Beklemmung“, das der Roman erzeuge, sowie die steigende Spannung am Schluss, in dem sich die beiden Handlungslinien unerwartet und dramatisch kreuzen.

## Ausgaben
- Originalausgabe: Messiah. Harper Collins, 1999, ISBN 0-00-651204-6.
- deutsche Übersetzung: Messias.
  - Buch, Econ & List, 1999, ISBN 3-612-27661-1.
  - Taschenbuch, Ullstein, 2002, ISBN 3-548-25468-3.